# Viforeni (okręg Bacău)
Viforeni – wieś w Rumunii, w okręgu Bacău, w gminie Ungureni. W 2011 roku liczyła 484 mieszkańców.